# Banteng
A banteng (Bos javanicus) az emlősök (Mammalia) osztályának párosujjú patások (Artiodactyla) rendjébe, ezen belül a tülkösszarvúak (Bovidae) családjába és a tulokformák (Bovinae) alcsaládjába tartozó faj.

## Előfordulása
Megtalálható Mianmarban, Thaiföldön, Kambodzsában, Laoszban, Vietnámban, Borneón, Jáván és Balin. Néhány bantenget a brit gyarmatosítás idején, 1849-ben Észak-Ausztráliában is találtak.

## Alfajai
- burmai banteng (Bos javanicus birmanicus) Lydekker, 1898 - Mianmar, Thaiföld, Kambodzsa, Laosz, Vietnám és Malajzia; A tehenek és bikák is általában sárgásbarnák. Kambodzsában azonban a bikák 20%-a fekete, Thaiföldön és a Maláj-félszigeten viszont a bikák legnagyobb része az. A Természetvédelmi Világszövetség (IUCN) ezt az alfajt a "Kihalással közvetlenül veszélyeztetett" kategóriába sorolta
- jávai banteng (Bos javanicus javanicus) d'Alton, 1823 - Jáva és talán Bali szigetén él; a bikák feketék, szarvuk 60-70 centiméter fesztávolságú. A tehenek sárgásbarnák
- borneói banteng (Bos javanicus lowi) Lydekker, 1912 - kizárólag Borneón él; kisebb, mint a jávai banteng. A bikák csokoládébarnák és szarvuk fesztávolsága kisebb, mint a jávai alfajé. A jövőben meglehet, hogy önálló faji státuszt kap, mivel a genetikai vizsgálatok azt mutatták, hogy közelebb áll a gaurhoz (Bos gaurus), mint a többi banteng alfajhoz[1][2]

## Megjelenése
A kifejlett banteng marmagassága 160 centiméter, testhossza 190–225 cm. A banteng súlya 600–800 kilogramm között változik. A banteng alsó lábszárát fehér csíkok övezik, fartöve fehér és szemei, illetve szája körül fehér folt látható, azonban jelentős a nemek közötti eltérés. A hímeket kékesfekete vagy sötétbarna bőr, hosszú, felfelé meredő szarv és a vállak feletti púp jellemzi. A nőstényeknek azonban vörösesbarna bőrük, kis szarvuk van, mely a hegyeknél befelé fordul és nincsenek púpjaik.

## Életmódja
Közeli rokonával, a gaurral ellentétben inkább a sík vidéket kedveli, füves legelőket és bambuszsűrűségeket keres magának. Gyakran ellátogat olyan területekre, ahol felégették az aljnövényzetet, mivel az esők beköszöntével a füvek újult erővel sarjadnak ki ezeken a részeken. A banteng a ritkás erdőkben él, ahol fűvel, bambusszal, gyümölccsel, levelekkel és gallyakkal táplálkozik. A banteng általában éjszaka és nappal is aktív, ám az emberlakta területeken éjszakai életmódot folytatnak. A banteng két – harminc tagú csordákban él.

## Háziasítása
A bantenget Délkelet-Ázsiában számos helyen háziasították már, ahol kb. 1,5 millió szelídített példány található. A háziasított és vad bantengek gyakran párosodnak és az utódok általában termékenyek. A banteng háziasított változatait többnyire Bali-marhának hívják.

## Természetvédelmi helyzete
2005 februárjában a Cobourg-félsziget populációja 10 000 egyedet számlált, mellyel az északi terület a világ legnagyobb csordájával büszkélkedhet. A Charles Darwin Egyetem kutatása előtt a tudósok úgy gondolták, hogy csupán 5000 tisztavérű banteng létezik világszerte. Természetes élőhelyükön a legnagyobb csorda száma kevesebb, mint 500 fő.

## Klónozás
A banteng a második legveszélyeztetettebb faj, melyet sikeresen klónoztak,  Archiválva 2017. március 5-i dátummal a Wayback Machine-ben és az első, mely túlélt több mint egy hetet (az első egy gaur volt, mely a születése után két nappal elpusztult). A Worcester-ben, USA-ban található Advanced Cell Technology tudósai a banteng sejtjeiből kivont DNS-t a San Diego Zoo "Fagyasztott állatkert" részlegébe vitték és átültették egy háziasított szarvasmarha petesejtjébe, ez a folyamat az ún. szomatikus sejtmagtranszfer. 30 embriót hoztak létre, melyeket a Trans Ova Genetics-hez küldtek, ahol a megtermékenyített petesejteket háziasított szarvasmarhákba ültették. Ezekből két példány született meg császármetszés segítségével. Az első 2003. április 1-jén született, a második két nappal később. A másodikat elaltatták , de az első túlélte és máig jó egészségnek örvend a San Diego Állatkertben.

## Képek

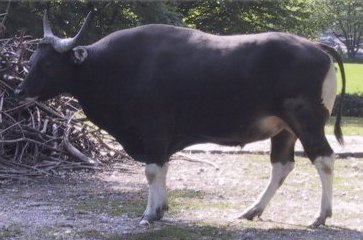
Hím banteng
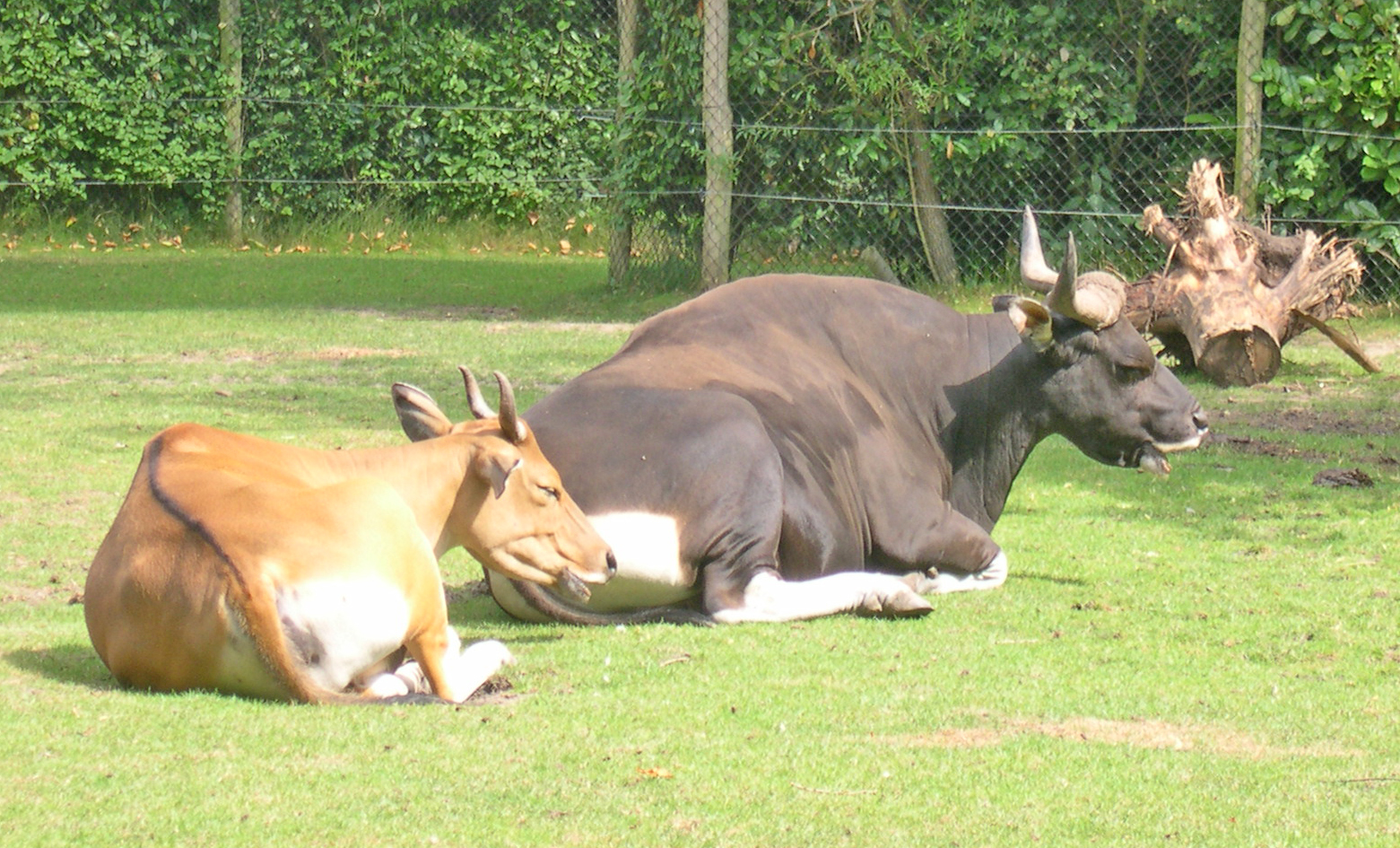
Hím és nőstény banteng

## Média
| (video)                                                   | \| Bos javanicus (info) \| \| Video a Bos javanicus-ról, a Disney's Animal Kingdom-ból. \| \| Nem tudja lejátszani a videót? Wikipédia:Média segítség. \| |
| Bos javanicus (info)                                      | |
| Video a Bos javanicus-ról, a Disney's Animal Kingdom-ból. | |
| Nem tudja lejátszani a videót? Wikipédia:Média segítség.  | |